# Fürst Igor

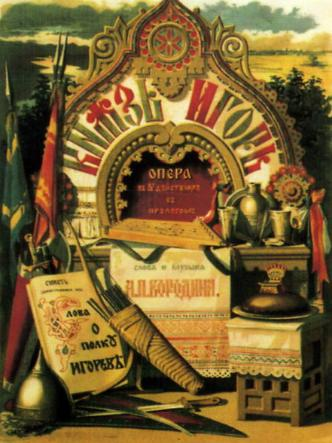
Prince Igor

Fürst Igor ist eine Oper in vier Akten mit einem Prolog von Alexander Porfirjewitsch Borodin. Der Komponist war auch sein eigener Librettist. Das Textbuch basiert auf dem mittelalterlichen Igorlied. Das Werk erlebte seine Uraufführung am 23. Oktoberjul. / 4. November 1890greg.  in der Hofoper von Sankt Petersburg. Die Angaben zum Tag der Uraufführung sind in der Literatur nicht einheitlich, was darauf zurückzuführen sein dürfte, dass damals in Russland noch der julianische Kalender galt.

## Entstehung
Als sich Alexander Borodin zur Komposition einer ersten eigenen Oper entschloss, spielte er mit dem Gedanken, das Drama Die Zarenbraut von Lew Mei zu vertonen. Diese Oper wurde dann erst knapp dreißig Jahre später von seinem Freund Nikolai Rimski-Korsakow komponiert (Die Zarenbraut). 1869 regte der Kunstkritiker und Historiker Wladimir Wassiljewitsch Stassow an, ein von ihm entworfenes Szenario nach dem mittelalterlichen Lied des Igor zu einer Oper auszubauen. Borodin war von der Vorlage so angetan, dass er sich gleich an die Arbeit machte. Er blieb aber nicht bei der Sache, sondern legte immer wieder größere Pausen ein, um Werke für den Konzertsaal zu komponieren. Hinderlich an der Arbeit waren auch seine Hauptberufe als Arzt und Chemieprofessor, die viel Zeit in Anspruch nahmen. Als Borodin am 15.jul. / 27. Februar 1887greg. an einem Gefäßleiden starb, waren 18 Jahre vergangen, und die Oper war immer noch nicht fertig. Dass wir sie heute dennoch hören können, ist Borodins Freund Nikolai Rimski-Korsakow und dessen Schüler Alexander Konstantinowitsch Glasunow zu verdanken. Sie vollendeten in zweijähriger Arbeit das Werk im Sinne des Verstorbenen.

## Orchester
Piccoloflöte, 2 Flöten, 2 Oboen, Englischhorn, 2 Klarinetten, Bassklarinette, 2 Fagotte; 4 Hörner, 3 Trompeten, 3 Posaunen, Tuba; Pauke, Schlagzeug, Klavier ad libitum, Harfe; Streicher. Bühnenmusik: 2 Kornette, 2 Althörner, 2 Tenorhörner, Baritonhorn, Tuba, kleine Trommel.

## Handlung

### Prolog
Bild: Platz in Putiwl
Im späten 12. Jahrhundert wird die russische Grenzstadt Putiwl immer wieder von marodierenden Polowetzern aus der Steppe heimgesucht, worunter die Bevölkerung heftig zu leiden hat. Der regierende Fürst Igor will sich dies nicht länger bieten lassen und stellt mit seinem Sohn Wladimir ein Heer zusammen, das gegen die Polowetzer in den Kampf ziehen soll. Für die Dauer der Abwesenheit gibt er sein Land und seine junge Frau Jaroslawna, mit der er in zweiter Ehe verheiratet ist, in die Obhut des Fürsten Galizki, seines Schwagers.

### Erster Akt
Bild: Am Hofe Galizkis
Galizki hält sich nicht an den erteilten Auftrag. Am liebsten sähe er sich selbst als regierenden Fürsten. Mit seinen zahlreichen Kumpanen veranstaltet er Saufgelage zu Lasten der Staatskasse. Er bedrängt die Bauern und schändet die Frauen.
Verwandlung – Bild: Gemach Jaroslawnas
Jaroslawna ist betrübt, weil schon viele Wochen vergangen sind und sie immer noch nichts von ihrem Gatten gehört hat. Als sie von dem schändlichen Verhalten ihres Bruders erfährt und ihn deshalb zur Rede stellt, fordert dieser von ihr, zum Nachfolger Igors eingesetzt zu werden; aber Jaroslawna verweigert ihm diesen Wunsch.
Endlich trifft eine Nachricht aus dem Feindesland ein. Sie enthält aber nicht die ersehnte frohe Botschaft; vielmehr wird der Fürstin mitgeteilt, die russischen Truppen seien von den Polowetzern vernichtend geschlagen worden, und Igor sei Gefangener.

### Zweiter Akt
Bild: Feldlager
Im Lager der Polowetzer lernt Kontschakowna, die Tochter des großen Khans, Igors Sohn Wladimir kennen und fühlt sich gleich zu ihm hingezogen. Auch Wladimir ist von der jungen Schönheit sehr angetan, sodass es nicht lange dauert, bis sich beide gegenseitig ihre Liebe gestehen und sich ewige Treue schwören.
Der getaufte Polowetzer Owlur verhülfe Fürst Igor gerne zur Flucht, doch dieser schlägt das Angebot aus, weil er dem Khan versprochen hat, dass er nicht fliehen werde. Auch der Khan wäre bereit, Igor ziehen zu lassen, wenn er ihm verspräche, nie mehr gegen ihn zu Felde zu ziehen. Igor kann dies jedoch nicht mit seinem Gewissen vereinbaren.

### Dritter Akt
Bild: Grenzwall des Feldlagers
Immer wieder kehren neue Polowetzer Truppen aus Putiwl mit gefangenen Russen, darunter auch Frauen und Kinder, ins heimische Feldlager zurück. Jetzt entschließt sich Igor, sein Versprechen zu brechen; denn die Sorge um das Elend in seiner Heimat wiegt stärker. Als Kontschakowna von dem Fluchtplan erfährt, fleht sie Wladimir an, sie mitzunehmen. Ihr Geliebter aber zaudert. Daraufhin läutet sie die Sturmglocken. In dem nun entstehenden Durcheinander gelingt Igor mit Hilfe Owlurs die Flucht. Wladimir aber muss zurückbleiben. Khan Kontschak zeigt sich edelmütig und befiehlt seinen Truppen, den russischen Fürsten nicht zu verfolgen. Seiner Tochter gestattet er, mit Wladimir die Ehe einzugehen.

### Vierter Akt
Bild: In Putiwl
Die Fürstin Jaroslawna klagt vor den zerstörten Mauern Putiwls ihr Leid und blickt traurig in die Ferne. Da sieht sie zwei Reiter nahen, in denen sie bald ihren Mann und dessen Retter Owlur erkennt. Erlöst fallen sich die beiden Gatten in die Arme. Das Volk strömt herbei und jubelt seinem Fürsten zu. Die Glocken der Stadt verkünden das freudige Ereignis.

## Musik
In der Oper nehmen die Chöre und das Ballett einen breiten Raum ein. Letzteres hat seine bedeutendste Aufgabe am Ende des zweiten Aktes bei den berühmten Polowetzer Tänzen, die auch oft von Balletttruppen – losgelöst vom eigentlichen Werk – aufgeführt werden. In den Akten zwei und drei, die bei den Polowetzern handeln, ist die Musik stark orientalisch gefärbt, während in den übrigen Akten Anklänge an die russische Kirchenmusik nicht zu überhören sind.

## Verschiedenes
Eine deutsche Textübertragung besorgte Heinrich Möller.